# NGC 594
NGC 594 je galaksija u zviježđu Kit.

## Vanjske poveznice
- SEDS: NGC 0594